# جرجيس فتح الله
جرجيس فتح الله (توفي 2006 م) هو محامي ومؤلف عراقي.

## ترجمته
ولد نحو عام 1921 م في الموصل. التحق بكلية الحقوق جامعة بغداد عام 1939 م. اعتقل بعد انقلاب 8 شباط عام 1963 م وحكم عليه بالإعدام لكن الحكم لم ينفذ وأطلق سراحه عام 1968 م.

## آثاره
من آثاره:
- تاريخ الموسيقي العربية حتى القرن الثالث عشر تأليف المستشرق جورج فارمر.
- كتاب تراث الإسلام (بمجلدين) للمستشرق توماس ارنولد. طبع في الموصل 1954 م.[3]
- كتاب كرد وترك وعرب لمؤلفه Cecil J. Edmonds سي. جي. ادموندز .[4]
- نظرات في القومية العربية حتى العام 1970 كتاب من خمسة مجلدات ويتضمن ترجمة لكتاب (مأساة الاشوريين) لمؤلفه المقدم والمفتش الإداري الإنكليزي في الموصل وقت وقوع احداث مجزرة سميل R.S. Stafford